# Ye Shiwen
Ye Shiwen (en chino: 叶诗文; Anji, 1 de marzo de 1996) es una deportista china que compite en natación.
Participó en dos Juegos Olímpicos de Verano, obteniendo dos medallas de oro en Londres 2012, en las pruebas de 200 m estilos y 400 m estilos, y el octavo lugar en Río de Janeiro 2016, en 200 m estilos.
Ganó tres medallas en el Campeonato Mundial de Natación, en los años 2011 y 2019, y cuatro medallas en el Campeonato Mundial de Natación en Piscina Corta, en los años 2010 y 2012.

## Palmarés internacional
| Juegos Olímpicos                    | Juegos Olímpicos        | Juegos Olímpicos | Juegos Olímpicos |
| Año                                 | Lugar                   | Medalla          | Prueba           |
| ----------------------------------- | ----------------------- | ---------------- | ---------------- |
| 2012                                | Londres (Reino Unido)   | Medalla de oro   | 200 m estilos    |
| 2012                                | Londres (Reino Unido)   | Medalla de oro   | 400 m estilos    |
| Campeonato Mundial                  |                         |                  |                  |
| Año                                 | Lugar                   | Medalla          | Prueba           |
| 2011                                | Shanghái (China)        | Medalla de oro   | 200 m estilos    |
| 2019                                | Gwangju (Corea del Sur) | Medalla de plata | 200 m estilos    |
| 2019                                | Gwangju (Corea del Sur) | Medalla de plata | 400 m estilos    |
| Campeonato Mundial en Piscina Corta |                         |                  |                  |
| Año                                 | Lugar                   | Medalla          | Prueba           |
| 2010                                | Dubái (EAU)             | Medalla de plata | 200 m estilos    |
| 2010                                | Dubái (EAU)             | Medalla de plata | 400 m estilos    |
| 2012                                | Estambul (Turquía)      | Medalla de oro   | 200 m estilos    |
| 2012                                | Estambul (Turquía)      | Medalla de plata | 400 m estilos    |